# Dunărea Galați în sezonul 1984-1985
Sezonul 1984-1985 a fost primul sezon pentru Dunărea Galați în liga a II-a; echipa s-a clasat foarte bine în clasament. 

## Echipă
| Nr. |         | Poziție | Jucător            |
| --- | ------- | ------- | ------------------ |
| -   | România | P       | Vasile Oană        |
| -   | România | P       | Sârghi             |
| -   | România | F       | Tudorel Stanciu    |
| -   | România | F       | Marian Dumitru     |
| -   | România | F       | Mihai Bejenaru     |
| -   | România | F       | Șurian Borali      |
| -   | România | F       | Gheorghe Negoiță   |
| -   | România | F       | Mitică Gălan       |
| -   | România | F       | Viorel Anghelinei  |
| -   | România | F       | Cherecheși         |
| -   | România | F       | Florin Cujbă       |
| -   | România | M       | Mihai Cernescu     |
| -   | România | M       | Ion Diaconescu     |
| -   | România | M       | Dima Tararache     |
| -   | România | M       | Tudorel Chivu      |
| -   | România | M       | Adrian Comșa       |
| -   | România | M       | Dănuț Lupu         |
| -   | România | M       | Dorofte            |
| -   | România | M       | Dumitriu           |
| -   | România | M       | Daniel Zeld        |
| -   | România | M       | Gheorghe Ichim     |
| -   | România | M       | Neagu Culiță       |
| -   | România | A       | Sorin Balaban      |
| -   | România | A       | Haralambie Antohi  |
| -   | România | A       | Eugen Ralea        |
| -   | România | A       | Claudiu Vaișcovici |
| -   | România | A       | Cojocaru           |
| -   | România | A       | Marian Ghibea      |

## Transferuri

### Sosiri
| Post | Jucător        | De la echipa     | Suma de transfer  | Dată |  | ---- |
| ---- | -------------- | ---------------- | ----------------- | ---- |  | ---- |
| A    | Ion Diaconescu | Steaua București | liber de contract | -    |  |      |
| P    | Sârghi         | Oțelul Galați    | liber de contract | -    |  |      |
| M    | Dănuț Lupu     | Oțelul Galați    | liber de contract | -    |  |      |

### Plecări
| Post | Jucător          | De la echipa        | Suma de transfer  | Dată |  | ---- |
| ---- | ---------------- | ------------------- | ----------------- | ---- |  | ---- |
| A    | Nicolae Soare    | Steaua București    | liber de contract | -    |  |      |
| P    | Gheorghe Stamate | Oțelul Galați       | liber de contract | -    |  |      |
| M    | Mihăiță Hanghiuc | Olt Scornicești     | liber de contract | -    |  |      |
| F    | Viorel Pisău     | Prahova Ploiești    | liber de contract | -    |  |      |
| M    | Nicolae Pascu    | Dacia Unirea Brăila | liber de contract | -    |  |      |
| A    | Mihai Romilă     | Retras              | liber de contract | -    |  |      |

Clasamentul după 34 de etape se prezintă astfel:

## Seria II

### Rezultate
| Victorii | Egaluri | Înfrângeri | Cea mai mare victorie | Cea mai mare înfrangere |

### Sezon intern
| 1 | Oțelul Galați        | Dunărea CSU Galați   |  | 1-3 (1-2) |
| 2 | Dunărea CSU Galați   | Oțelul Galați        |  | 2-0 (1-0) |
| 3 | Prahova CSU Ploiești | Dunărea CSU Galați   |  |           |
| 4 | Metalul Plopeni      | Dunărea CSU Galați   |  |           |
| 5 | FC Petrolul Ploiești | Dunărea CSU Galați   |  | 1-0       |
| 6 | Dunărea CSU Galați   | FC Petrolul Ploiești |  | 0-1       |